# Lebung Jangkar
Lebung Jangkar is een bestuurslaag in het regentschap Ogan Ilir van de provincie Zuid-Sumatra, Indonesië. Lebung Jangkar telt 1275 inwoners (volkstelling 2010).